# María José de la Fuente de la Calle
María José de la Fuente de la Calle és una magistrada espanyola. Va ser nomenada presidenta del Tribunal de Comptes d'Espanya per Felip VI el 25 de juliol de 2018, per un mandat de tres anys.

## Biografia
És llicenciada en dret i lletrada assessora d'empresa per la Universitat Pontifícia de Comillas (ICADE) i és funcionària del cos superior de lletrats del Tribunal de Comptes des de 1993.
La seva trajectòria professional al Tribunal de Comptes va començar al Departament de Fiscalització de Comunitats Autònomes i Ciutats Autònomes. El 1999 va passar a la Presidència del Tribunal de Comptes, primer com a directora de la Unitat d'Enllaç amb el Tribunal de comptes Europeu i, des de 2003 a 2012, com a directora de Relacions Internacionals. Amb l'exercici d'aquest càrrec ha exercit les funcions d'agent d'enllaç amb el Tribunal de Comptes Europeu i amb els Tribunals de Comptes dels estats membres de la Unió Europea, així com de Directora de la secretaria general de l'Organització Europea d'Entitats Fiscalitzadores Superiors (EUROSAI). Va ser responsable de la direcció tècnica de l'activitat internacional de Tribunal de Comptes, entre d'altres àmbits, en l'Organització Internacional d'Entitats Fiscalitzadores Superiors (INTOSAI), en l'Organització Llatinoamericana i del Carib d'Entitats Fiscalitzadores Superiors (OLACEFS), en projectes d'agermanaments, i en auditories externes d'organismes internacionals. Ha coordinat projectes internacionals liderats pel Tribunal de Comptes i pres part en diverses comissions i grups de treball internacionals, fonamentalment, en el marc de la Unió Europea, EUROSAI i INTOSAI. També és autora d'Articles i publicacions en llibres i revistes especialitzades en matèries relatives a la gestió econòmico-financera del sector públic i el seu control.
El juliol de 2012 va ser nomenada consellera de Comptes del Tribunal de Comptes, a petició del Partit Popular, assumint la titularitat del Departament d'Entitats Locals de la Secció de Fiscalització i, des setembre de 2015, també la cotitularitat del Departament de Partits Polítics del Tribunal de Comptes. Per Acord del Consell de Ministres de 12 de desembre de 2014 va ser designada pel cens Vocal de la Comissió de Transparència i Bon Govern, a proposta del Tribunal de Comptes.
El juliol de 2018 fou nomenada presidenta del Tribunal de Comptes espanyol, reemplaçant a Ramón Álvarez Miranda.
Dues cosines seves també treballen al tribunal de comptes, María Asunción i María Eugenia de la Fuente Asprón, filles de l'exministre de Franco Licinio de la Fuente.